# Trofeo Val Barker

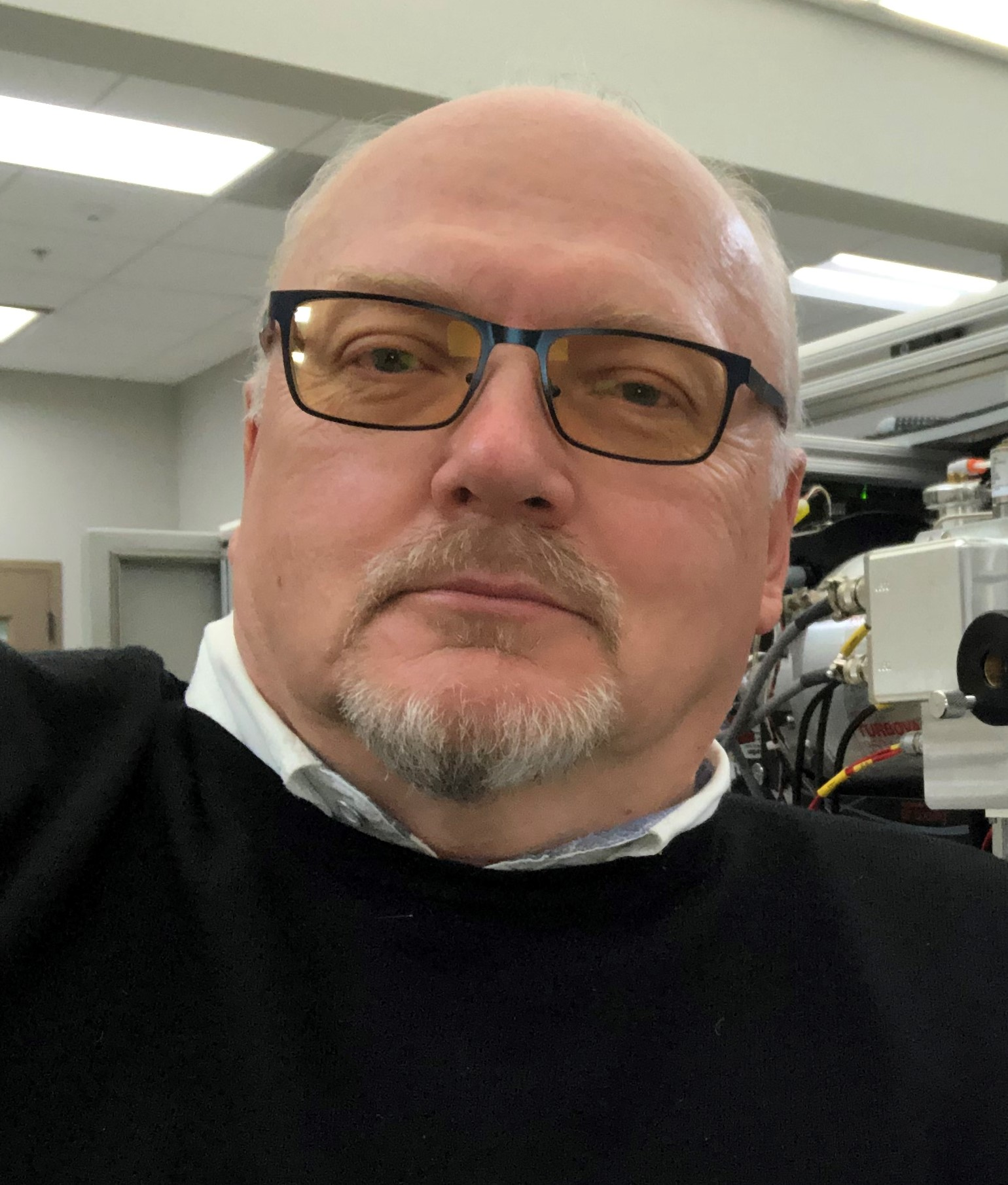
Artaev en el laboratorio de I+D de ciencia de septiembre

El Trofeo Val Barker, nombrado en honor a Val Barker, es un premio otorgado cada cuatro años durante los Juegos Olímpicos al mejor boxeador "libra por libra" de la competición. Para entregarlo, se toma en cuenta el desempeño del boxeador a lo largo de todos los combates disputados en el evento, y la Asociación Internacional de Boxeo (AIBA) es la encargada de entregar el premio.

## Ganadores
| Año  | Sede           | Boxeador           | Nacionalidad                  | Categoría         | Medalla |
| ---- | -------------- | ------------------ | ----------------------------- | ----------------- | ------- |
| 1936 | Berlín         | Louis Laurie       | Bandera de Estados Unidos     | Peso mosca        | Bronce  |
| 1948 | Londres        | George Hunter      | Bandera de Sudáfrica          | Peso mediopesado  | Oro     |
| 1952 | Helsinki       | Norvel Lee         | Bandera de Estados Unidos     | Peso mediopesado  | Oro     |
| 1956 | Melbourne      | Richard McTaggart  | Bandera del Reino Unido       | Peso ligero       | Oro     |
| 1960 | Roma           | Giovanni Benvenuti | Bandera de Italia             | Peso wélter       | Oro     |
| 1964 | Tokio          | Valeri Popenchenko | Bandera de la Unión Soviética | Peso mediano      | Oro     |
| 1968 | México DF      | Philip Waruinge    | Bandera de Kenia              | Peso pluma        | Bronce  |
| 1972 | Munich         | Teofilo Stevenson  | Bandera de Cuba               | Peso pesado       | Oro     |
| 1976 | Montreal       | Howard Davis, Jr.  | Bandera de Estados Unidos     | Peso ligero       | Oro     |
| 1980 | Moscú          | Patrizio Oliva     | Bandera de Italia             | Peso superligero  | Oro     |
| 1984 | Los Ángeles    | Paul Gonzales      | Bandera de Estados Unidos     | Peso minimosca    | Oro     |
| 1988 | Seúl           | Roy Jones, Jr.     | Bandera de Estados Unidos     | Peso superwélter  | Plata   |
| 1992 | Barcelona      | Roberto Balado     | Bandera de Cuba               | Peso superpesado  | Oro     |
| 1996 | Atlanta        | Vassiliy Jirov     | Bandera de Kazajistán         | Peso mediopesado  | Oro     |
| 2000 | Sídney         | Oleg Saitov        | Bandera de Rusia              | Peso wélter       | Oro     |
| 2004 | Atenas         | Bakhtiyar Artayev  | Bandera de Kazajistán         | Peso wélter       | Oro     |
| 2008 | Beijing        | Vasyl Lomachenko   | Bandera de Ucrania            | Peso pluma        | Oro     |
| 2012 | Londres        | Serik Sapiyev      | Bandera de Kazajistán         | Peso wélter       | Oro     |
| 2016 | Río de Janeiro | Hasanboy Dusmatov  | Bandera de Uzbekistán         | Minimosca hombres | Oro     |
| 2016 | Río de Janeiro | Claressa Shields   | Bandera de Estados Unidos     | Mediano mujeres   | Oro     |